# Kvikne kyrka

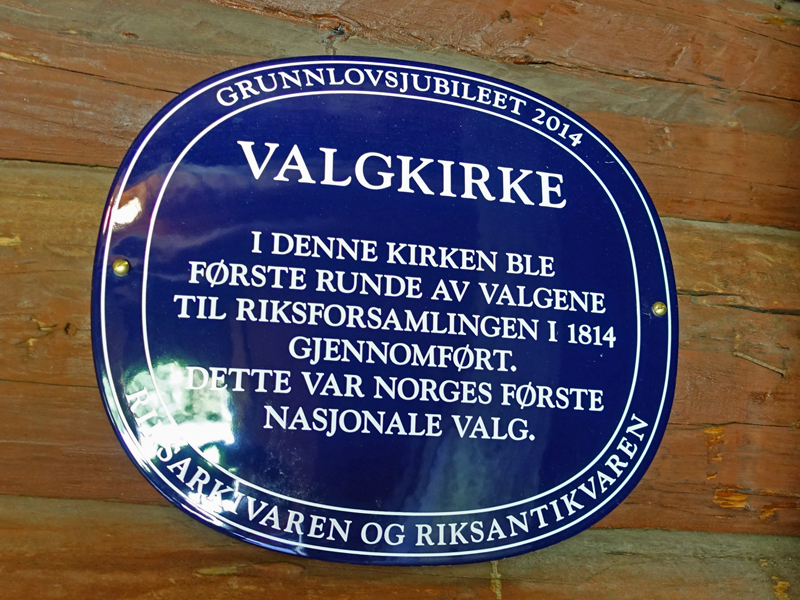
Jubileumsplakett

Kvikne kyrka är en träkyrka i Tynset kommun i Innlandet fylke i Norge som invigdes 1 juli 1654. Kyrkan, som har 203 platser, är mycket välbevarad.

## Historia
På platsen fanns tidigare en stavkyrka som omnämns i ett brev till kung Christian IV 1635. 1632 anlades en koppargruva i Kvikne varvid den gamla stavkyrkan blev för liten, därför revs den gamla kyrkan 1652 för att ge plats om en ny. Gruvans tillsyningsman var också byggmästare för den nya kyrkan. På 1700-talet byggdes sakristian bakom koret i öster, vapenhus i väster och timmerväggarna dekorerades med blomsterrankor. Takryttaren reparerades 1841 och kläddes med zink 1929.
Kvikne kyrka var valkyrka vid det första norska valet till riksförsamlingen i Eidsvoll 1814.
Författaren Bjørnstjerne Bjørnson, som är född i Kvikne, är döpt i Kvikne kyrka.

## Kyrkobyggnaden
Kvikne är en korskyrka med korta tvärgående armar och en takryttare över mitten. Den är klädd med tjärad stående panel och taket är klätt med träspån. Kyrkan är ovanligt välbevarad och relativt oförändrad, det i stort sett bara sakristian och vapenhuset som tillkommit senare.

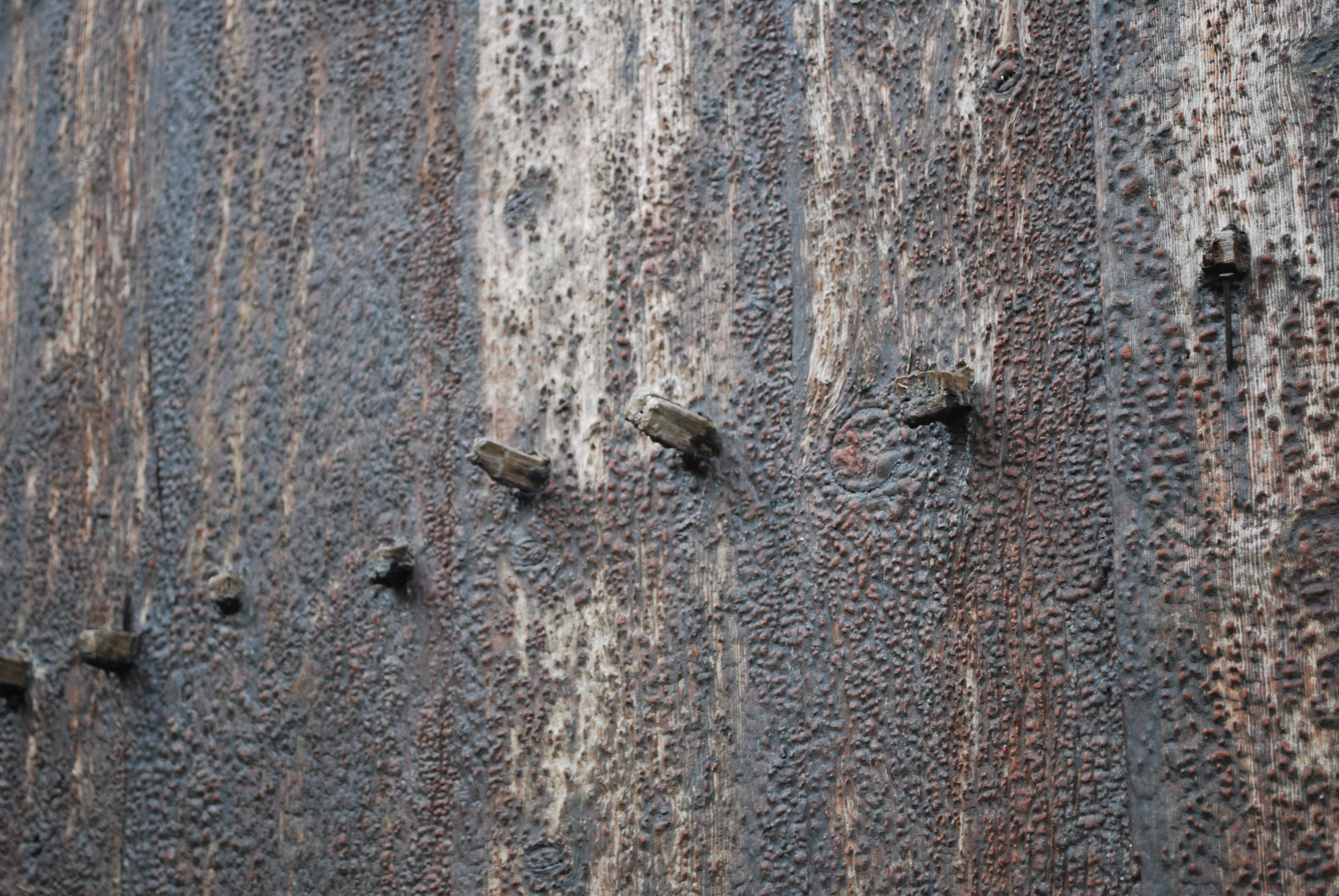
Exteriör detalj
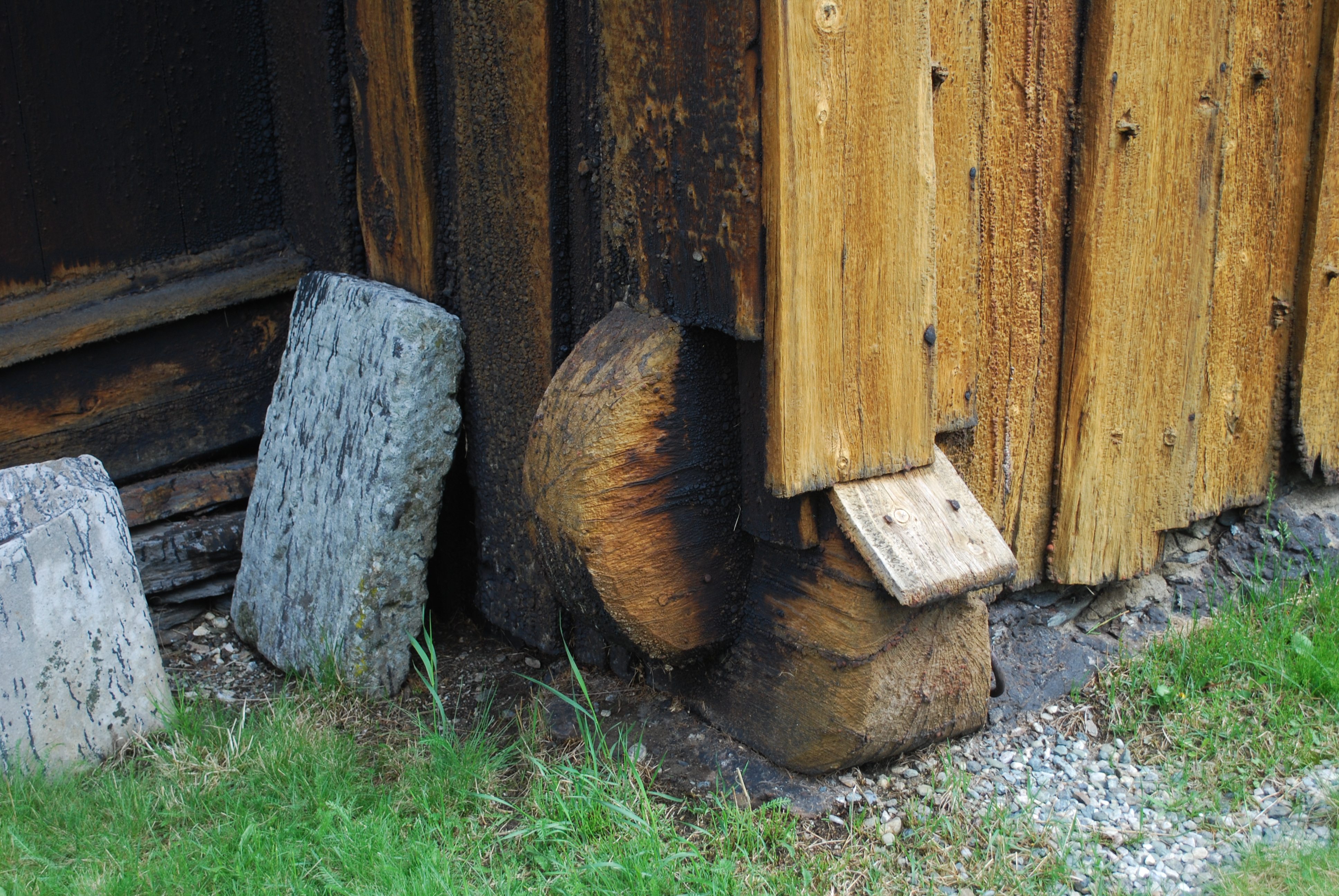
Exteriör detalj

## Inventarier
Interiören i huvudsak bevarad i ursprungligt skick förutom blomsterrankorna på väggarna som målades på 1730-talet. Kvikne kyrka är en typisk "påskkyrka" med scener ur passionshistorien i bland annat altartavlan.
- Predikstol - utförd av Jørgen Snickare
- Altartavla i renässansstil i tre våningar som föreställer nattvarden nederst, korsfästelsen i mitten och Jesus högst upp.
- Dopskål i mässing med dekor föreställande Adam och Eva vid kunskapens träd.
- Triumfkrucifix i romansk stil från omkring år 1200.

2"
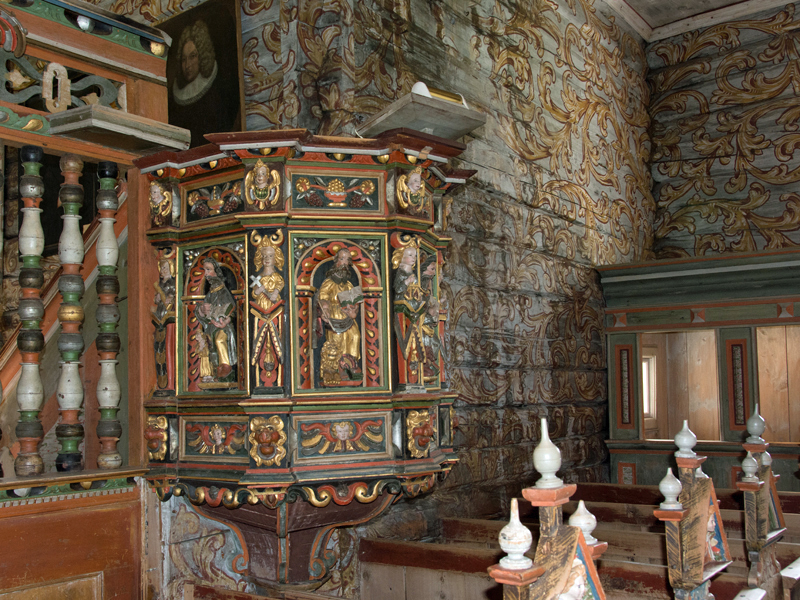
Predikstol
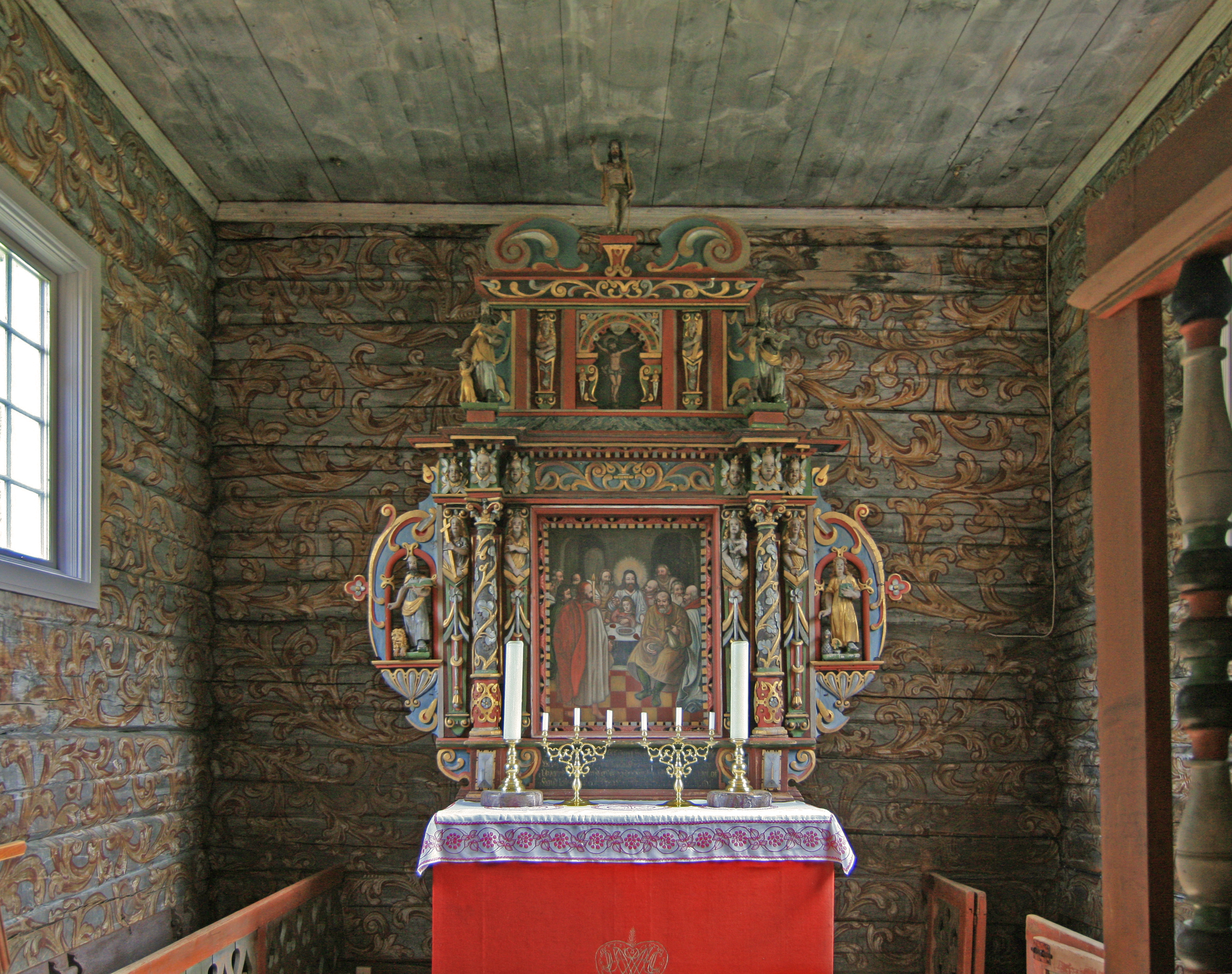
Altare

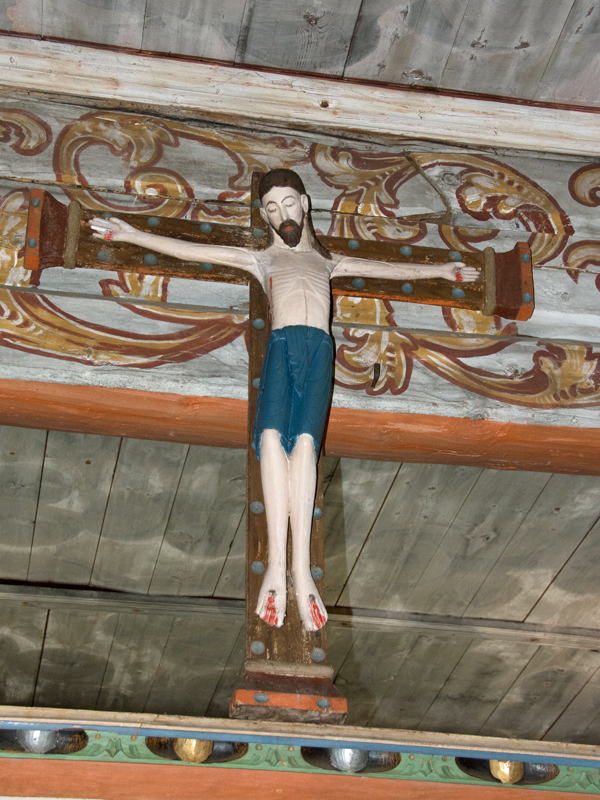
Krucifix
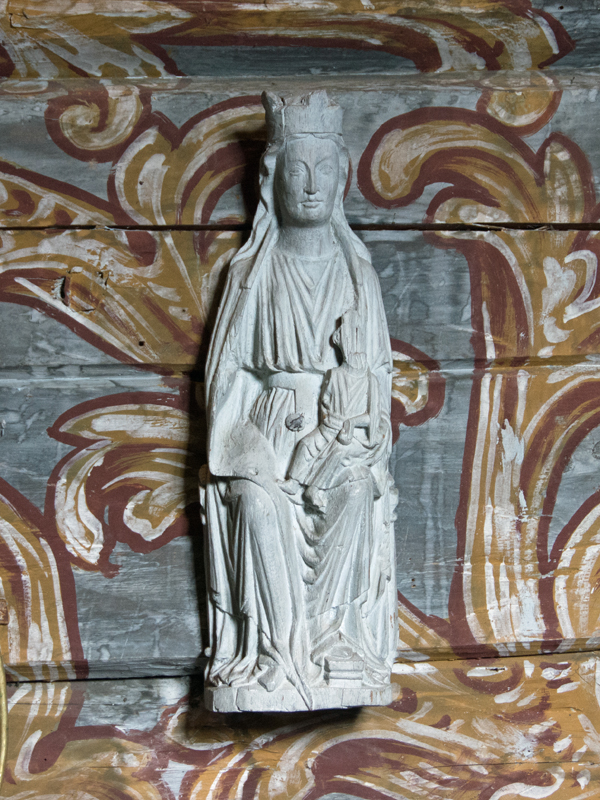
Madonnaskulptur
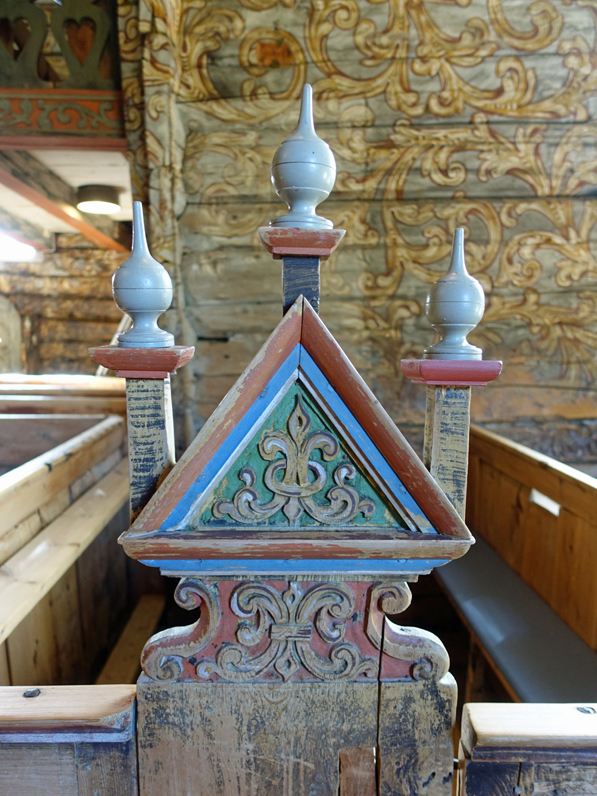
Bänkdetalj
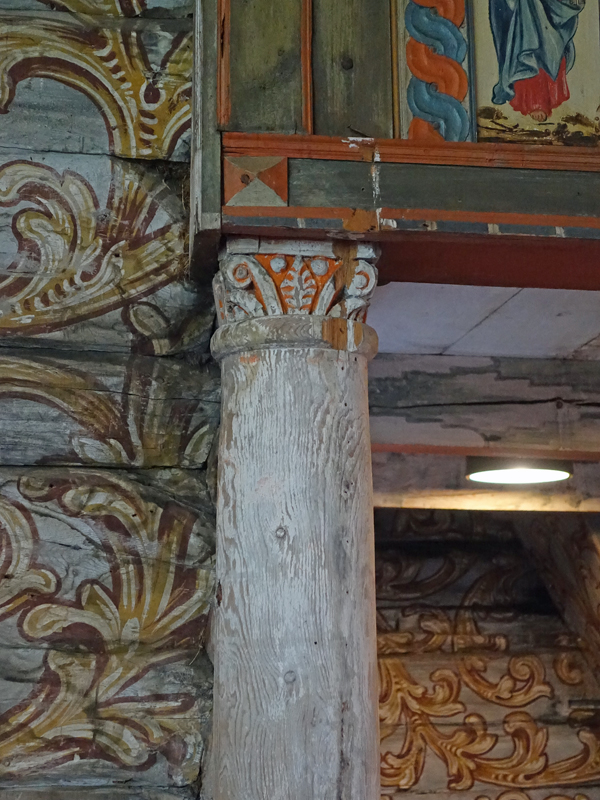
Detalj tvärskepp